# Мереніщев Микола Володимирович
Микола Володимирович Мереніщев (6 грудня 1919, місто Людиново, тепер Калузької області, Російська Федерація — 16 травня 2010, місто Санкт-Петербург, Російська Федерація) — радянський діяч, 2-й секретар Ленінградського міського комітету КПРС, 2-й секретар ЦК КП Молдавії. Член Бюро ЦК КП Молдавії в 1973—1984 роках. Кандидат у члени ЦК КПРС у 1976—1986 роках. Депутат Верховної Ради Російської РФСР. Депутат Верховної Ради Молдавської РСР 9—10-го скликань. Депутат Верховної Ради СРСР 9—11-го скликань.

## Життєпис
Народився в родині службовця.
У 1944 році закінчив Ленінградський політехнічний інститут імені Калініна, інженер-економіст. У 1944—1945 роках — аспірант Ленінградського політехнічного інституту імені Калініна.
Член ВКП(б) з 1945 року.
У 1945 році — інструктор, у 1945—1947 роках — 1-й секретар Ленінського районного комітету ВЛКСМ міста Ленінграда.
У 1947—1948 роках — завідувач відділу студентської молоді Ленінградського міського комітету ВЛКСМ.
У 1948—1951 роках — аспірант Ленінградського політехнічного інституту імені Калініна.
У 1951—1956 роках — старший інженер, керівник групи, начальник економічного сектора Державного проєктного інституту металевих виробів у Ленінграді.
У 1956—1958 роках — секретар, у 1958—1961 роках — 2-й секретар, у 1961—1962 роках — 1-й секретар Петроградського районного комітету КПРС міста Ленінграда.
У 1962—1963 роках — завідувач відділу партійних органів Ленінградського обласного комітету КПРС. У 1963—1964 роках — завідувач відділу партійних органів Ленінградського промислового обласного комітету КПРС. У 1964—1966 роках — завідувач відділу організаційно-партійної роботи Ленінградського обласного комітету КПРС.
У 1966—1972 роках — секретар Ленінградського міського комітету КПРС.
У 1972 — 27 грудня 1973 року — 2-й секретар Ленінградського міського комітету КПРС.
19 грудня 1973 — 14 серпня 1984 року — 2-й секретар ЦК КП Молдавії.
У 1984—1989 роках — член Комітету партійного контролю при ЦК КПРС.
З 1989 року — персональний пенсіонер союзного значення в місті Москві. У липні 1996 року переїхав до міста Санкт-Петербурга.
Помер 16 травня 2010 року в місті Санкт-Петербурзі.

## Нагороди і звання
- орден Леніна (5.12.1979)
- орден Жовтневої Революції
- два ордени Трудового Червоного Прапора
- медалі
- Почесна грамота Президії Верховної ради Російської РФСР